# جسر الشغور
جسر الشغور، هي مدينة تقع في محافظة إدلب شمال غرب سوريا. يعود اسمها في العصور القديمة إلى "سلوكوبلوس" (باليونانية: Σελευκόβηλος)، وهي مدينة غنية بالتاريخ والتنوع الثقافي.
ترتفع المدينة حوالي 170 مترًا (560 قدمًا) فوق مستوى سطح البحر، وتقع على ضفاف نهر العاصي. بلغ عدد سكانها حوالي 44,322 نسمة وفقًا لإحصاءات سابقة، ومعظم سكانها من المسلمين السنة. ومع ذلك، تحتضن جسر الشغور أيضًا أقلية مسيحية كبيرة، تقدر بحوالي 3000 شخص في عام 2010، ومعظمهم من أتباع الكنيسة الأرثوذكسية الشرقية.

## تسميتها
تعود تسمية جسر الشغور بهذا الاسم لأمرين، الأول: جسر: وهو نسبة إلى الجسر الحجري الممتد فوق نهر العاصي المار منها والذي يعتبر الممر والطريق إلى قرية الشغور القديم. والثاني: إضافته إلى كلمة الشغور وهي قرية قديمة تقع إلى الشمال الغربي من مدينة جسر الشغور، التي يعتقد أنّها معدولة عن كلمة (الثغور) والتي تعني المناطق الحدودية التي يخشى دخول العدو منها، وجسر الشغور كما هو معروف من المناطق الحدودية، فأصل التسمية (جسر الثغور) ومن ثمّ تحولت إلى جسر الشغور لأنها أخفّ للنطق وأسهل، كما يمكن نسبة كلمة الشغور إلى قلعة الشغر الموجودة شمال غرب المدينة وفي اللغة العربية الشغور هي الأرض الخصبة الكثيرة المياه. وقد اكتسبت مدينة جسر الشغور أهمية كبيرة من ناحية موقعها حيث أنها تقع على الطريق الدولي الذي يصل حلب باللاذقية، أي أنها حلقة وصل وممر إجباري بين سواحل البحر المتوسط ومدينة حلب العاصمة الاقتصادية شمال سورية.

## التاريخ
تاريخ مدينة جسر الشغور الظاهر للعيان يدل على أنها لا تعود في قدمها إلا إلى أوائل القرن السابع عشر وقد أشار عدد من الرحالة إلى أنها حديثة العهد، حيث ابتدأت المدينة بخان وجامع وحمام باعتبارها على طريق القوافل من حلب إلى الساحل الشامي ومن ثم بدأت العائلات بالتوافد للاستفادة من المرافق العامة التي امنتها السلطنة العثمانية هذه. من آثار المدينة الجامع الكبير - الخان – الحمام – حي القلعة الأثري وهو الحي الأقدم في جسر الشغور يعتبر من المناطق الأثرية التي يمنع هدمها أو تغيير معالمها في دلالة واضحة على عراقة هذا الحي.
حيث البيوت الكبيرة المبنية على الطراز العربي القديم والتي يعود تاريخ بنائها إلى النصف الثاني من القرن التاسع عشر ويعرف الحي بهذا الاسم كونه يقع في أعلى منطقة من المدينة القديمة وكذلك بالمدينة العديد من المواقع الأثرية وكذلك الجسور المبنية على نهر العاصي والتي تعود إلى العصر الروماني، وعلى الطريق المتجهة شمالًا نحو حمام الشيخ عيسى تجد سبيلًا خيريًا يعود تاريخه إلى أوائل القرن العشرين المنصرم كتب عليه: «وسقاهم ربهم شراباً طهوراً».
وفي 5 رجب 1436 هـ / 24 نيسان 2015 م تمكّنت قوات الحزب الإسلامي التركستاني في سوريا بالسيطرة على المدينة بمساعدة سكان المدينة وخروج قوات النظام منها.

### الحرب الأهلية السورية
اندلعت أعمال العنف في جسر الشغور في 4 يونيو 2011، بعد ثلاثة أشهر من اندلاع الحرب الأهلية السورية. هاجمت جماعات مسلحة قوات الأمن المحلية، ما أسفر عن مقتل 120 من أفراد الأمن والسيطرة على المدينة، في حين فر العديد من المدنيين إلى اللاذقية. في المقابل، نفى نشطاء تحدثوا إلى هيئة الإذاعة البريطانية (بي بي سي) رواية الحكومة، مشيرين إلى أن سبب الوفيات غير واضح وربما كان نتيجة تمرد داخلي.
ردًا على ذلك، شن الجيش السوري عملية قمع ضد الجماعات المسلحة المتهمة، واستمرت العملية حتى 12 يونيو 2011. وخلال هذا الوقت، أفيد بأن المدينة هجرها سكانها إلى حد كبير، حيث فر العديد منهم إلى تركيا المجاورة، في حين تمركزت وحدات الجيش السوري خارج المدينة لاستعادتها.
بين ديسمبر 2011 ويناير 2012، سيطر الجيش السوري الحر على المدينة وجعلها مركزًا رئيسيًا للتمرد. بحلول يونيو 2012، بقي الجيش السوري الحر مسيطرًا، ولكن بحلول أكتوبر من العام نفسه، أفادت قناة الجزيرة بأن الحكومة السورية استعادت السيطرة على المدينة.
في 25 أبريل 2015، استولى تحالف من المتمردين السلفيين، بما في ذلك جبهة النصرة التابعة لتنظيم القاعدة، وأحرار الشام، والحزب الإسلامي التركستاني، على المدينة. أصبحت المدينة معقلًا للحزب الإسلامي التركستاني، حيث يُقال إن 3500 من المتشددين الأويغور استقروا فيها منذ ذلك الحين.
بحلول يوليو 2017، أصبحت السيطرة على المدينة مشتركة بين هيئة تحرير الشام والحزب الإسلامي التركستاني. وفي سبتمبر من نفس العام، استؤنف القصف السوري والروسي على المدينة، مما أعادها إلى دائرة الصراع.

## المعالم الأثرية

### الجامع الكبير
من المعالم الأثرية القيمة والباقية، بناه محمد باشا الكوبرلي، كما أشارت إلى ذلك الوثائق وخاصة الرحالة الخياري 1080 هـ / 1699 م: «أن المسجد العظيم الذي أنشأه الصدر الأعظم (رئيس الوزراء) محمد باشا الكوبرلي بين يديه رحبة فوار ماء عظيم وبه بحرة ماء عليها مربع مغشى بالرصاص، وفي البحرة أنابيب الوضوء والمسجد مبيض الجهات، عليه قبة واحدة عظيمة الوضع، وبه محراب مشرق ومنبر كذلك. وماء هذه البحيرة ينبع من جبل هناك حلو بارد وليس من نهر العاصي»، وقد نظم الرحالة الخياري أبياتا من الشعر في وصف الجامع فقال:
يقع الجامع الآن في وسط البلدة وقد تغيرت بعض معالمه إذ جدد مرة أخرى كما كتب فوق ساقفة باب الحرم «ما شاء الله كان جدد هذا الجامع الشريف وقف الحاج محمد باشا الكوبرلي زادة في سنة إحدى وأربعين ومايتين وألف 1241 هـ» أي أنه جدد قبل عام من تجديد الخان، وتم التجديد الأخير عام 1393 هـ / 1973 م. والجامع مؤلف من قبة واحدة واسعة نقوشها بديعة وجميلة والمئذنة مبنية على الطراز التركي ويجد الزائر لمدينة جسر الشغور اختلافًا كبيرًا في وصف الجامع الذي ذكرناه وفي ما يشاهده وذلك بسبب الزلزال الذي ضرب المدينة عام 1237 هـ / 1822 م الذي أثر بشكل غير كبير على جامع الكوبرلي.

## السكان
لم يكن الموقع المجاور للجسر مأهولًا بالسكان سنة 1648 م بل كان هناك خان صغير وكان الطريق غير آمن، وبعد بناء الخان الكبير تحول سكان القرى إلى الاستيطان بقربه نظرًا لإعفائها من الرسوم والضرائب، ولقدوم الحجاج والتجار إليها أقيمت المنشآت الخدمية بدءًا من عام 1069 هـ / 1658 م، وفي عام 1671 م كان فيها حوالي 100 بيت وسكانها حوالي 700 نسمة، وفي عام 1727 م استقر فيها إسماعيل النجاري (الجد الأكبر لآل النجاري قادمًا من نجد في الجزيرة العربية)، ولا تزال المدينة نقطة جذب للكثيرين من سكان المناطق المحيطة للسكن فيها، ففي ديموغرافية المدينة التنوع الديني والعرقي المتأصل، حيث سكانها من المسلمين والمسيحيين وفيها الكثير من ذوي الاصول الشركسية والتركمانية والكردية والكل يعيش في طابع عروبي من العادات والتقاليد. وقد ذكر الرحالة كورانسيز سنة 1809 م أنها بلدة مكتظة بالسكان. ومن الواضح زيادة النمو السكاني في المدينة، ففي عام 1945 م كان عدد السكان المدينة 8700 نسمة وازداد إلى 13881 نسمة عام 1962 م، وفي إحصائيات عام 1986 م كان عدد السكان 25735 نسمة، وفي إحصائية العام 2000 م بلغ عدد السكان 35187 نسمة، وفي عام 2001 م وصل عدد السكان إلى 37741 نسمة، وفي إحصاء عام 2010 م وصل عدد السكان إلى 44322 نسمة، ومع ذلك فإن أعدادًا كبيرة من شبابها يقيم في المهجر في أوروبا وأمريكا وهنالك أسر بأكملها هاجرت إلى المدن السورية الأخرى كحلب واللاذقية وحمص ودمشق وأقامت فيها.

## الزراعة
جسر الشغور المدينة الحالية تعتبر من المدن ذات الإنتاج الزراعي الوفير وأغلب مزروعاتها الأشجار المثمرة (المشمش والخوخ والتفاح والرمان واللوز والجوز والزيتون والكرمة والحمضيات)ولعل الزيتون أشهر مزروعاتها وهي تمتاز به عن غيرها من المدن السورية، ولهذا تكثر معاصر الزيتون فيها ولعل أقدم معصرة تلك الموجودة في قبو بناء الأستاذ عمر فوزي أفندي النجاري ويعود تاريخ إنشائها إلى أوائل القرن العشرين وكان يطلق عليها اسم «منجنا» (mangana) وهي حاليا ضمن بناء آيل للسقوط بسبب تعرض البناء لحريق إثر الأحداث التي عصفت بالمدينة مطلع ثمانينات القرن العشرين مما أدى إلى توقفها عن العمل، أما الخضراوات فهي كثيرة بسبب ري الأرض الدائم من نهر العاصي.

## الصناعة
كانت جسر الشغور قبل الحرب السورية مدينة صناعية وتجارية حيث كان يوجد فيها عدد جيد من التجار والصناعين الذين يقومون على منشآتهم الصناعية والتجارية ولعل أكثر ما اشتهرت به صناعة الألبان والأجبان والتخليل، كما أن الدولة أولت اهتمامًا بالمدينة حيث كان يتواجد فيها الكثير من المنشآت الحكومية الصناعية مثل (شركة سكر الغاب – محطة توليد كهرباء زيزون) وشركات صناعية تعود للقطاع العام وكذلك مصانع لعدد من الصناعات وغيرها.

## التعليم
افتتحت أول مدرسة في جسر الشغور فترة الاحتلال الفرنسي، من قبل الأستاذ الجليل عمر فوزي سليم آغا النجّاري (1894 – 1989 م) المعروف باسم (عمر أفندي) منهيًا بذلك عصور طويلة مما كان يعرف بالكتاتيب وبيوت تعليم القراءة المحدودة، حيث تخرّج على يديه مثقفي ومتعلمي منطقة جسر الشغور ممن أبدع في مجالات الأدب والطب أواسط القرن العشرين المنصرم ومنهم الأستاذ الدكتور عبد الكريم شحادة أستاذ ومؤسس قسم الأمراض الجلدية في جامعة حلب ورئيس جمعية أطباء الجلد السوريين سابقًا والدكتور إبراهيم بحرو نقيب أطباء اللاذقية سابقًا والأستاذ الدكتور زياد درويش عميد كلية الطب البشري في دمشق سابقاً والدكتور عبد القادر بحرو رئيس قسم الأمراض الجلدية في المشفى الوطني في اللاذقية سابقاً والدكتور عبد القادر فقفوقة وغيرهم الكثير ممن أثري الساحة الطبية والثقافية والعلمية في سورية. ومن النادر أن يجد زائر مدينة جسر الشغور رجلًا أميًّا، حيث أن أغلب أهالي المدينة ذوو ثقافة فوق المتوسطة، فأغلبهم يحمل الشهادة الثانوية فما فوقها وذلك يعود إلى سببين أهمهما كثرة المدارس، حيث يبلغ عدد مدارس المدينة 25 مدرسة للتعليم الأساسي، ثانوية عامة للبنين، ثانوية عامة للبنات، ثانوية صناعية، ثانوية للفنون النسوية، ثانوية زراعية، ثانوية تجارية، إلا أن أغلبها توقف عن العمل نتيجة للقصف وغيرها من الآثار الناجمة عن الحرب وكان يوجد رافد لهذه المدارس هو المركز الثقافي في المدينة الذي أولى اهتمامًا كبيرًا للتوعية بجميع المجالات. من أهم المدارس (رابعة العدوية - علي بن أبي طالب - زكريا اكتع - وليد شعبان)

## الخدمات الصحية
ومن الجانب الصحي فإن المدينة كانت تعتبر مخدمة بشكل جيد قبل الحرب، حيث كان يوجد فيها مركز صحي (مستوصف) و3 مشافي خاصة ومشفى حكومي واحد هو مشفى جسر الشغور الوطني، وكان يبلغ عدد الأطباء البشريين 41 طبيبًا، وعدد أطباء الأسنان 30 طبيبًا، كما كان يوجد فيها 26 صيدلية و4 مخابر للتحليل و6 مخابر للتعويضات السنية ومستوصف خيري تابع لمنظمة الهلال الأحمر العربي السوري، فكانت تعد الخدمات الصحية عالية المستوى في مدينة جسر الشغور.

## أحياء مدينة جسر الشغور الرئيسية
1. الصومعة «منطقة الساعة»: المباني المحيطة بساعة جسر الشغور وجامع المغربي.
2. السوق «المقبي والخضار والسمك والأحذية وغيرها...»
3. بوابة البساتين.
4. الحي الشمالي: أكبر أحياء المدينة.
5. الحارة المسيحية: وسمي بهذا الاسم لأن معظم سكانه كانوا من أتباع الديانة المسيحية وأبرز ما في الحي هو الكنيسة والدير ومدرسة علي بن أبي طالب.
6. سكن المعلمين الجديد: وهو حي مؤلف من 16 بناء سكاني تتضمن 128 شقة ويشرف على معظم أحياء المدينة.
7. سكن المعلمين القديم.
8. الحي الغربي.
9. حي عين السبيل.
10. حي المشفى الوطني: وهو حي يعتبر من الأحياء العشوائية كونه يعتبر على أطراف المدينة وأبرز ما فيه هو مشفى جسر الشغور الوطني الخارج عن الخدمة.
11. حي الجمعية.
12. حي القلعة: وهو أقدم أحياء المدينة.
13. حي الشيرديبة: هو حي منفصل عن المدينة.
14. حي الشبيبة.
15. حي معمل السكر: هو حي منفصل عن المدينة تقريبا وأبرز ما فيه هو معمل جسر الشغور لصناعة السكر الخارج عن الخدمة.
16. حي المستوصف: وأبرز ما فيه هو المركز الصحي في جسر الشغور «المستوصف».
17. الصناعة: وسمي بهذا الاسم نسبة إلى المهنة الشائعة فيه.